# Tỉnh ủy Vĩnh Long
Tỉnh ủy Vĩnh Long hay còn được gọi Ban Chấp hành Đảng bộ tỉnh Vĩnh Long là cơ quan lãnh đạo cao nhất của Đảng bộ tỉnh Vĩnh Long giữa hai kỳ đại hội đại biểu Đảng bộ tỉnh Vĩnh Long, do Đại hội Đại biểu Đảng bộ tỉnh bầu. Tỉnh ủy Vĩnh Long có chức năng thi hành nghị quyết, quyết định của Đại hội Đại biểu Đảng bộ tỉnh Vĩnh Long, Ban Chấp hành Trung ương Đảng, Ban Bí thư và Bộ Chính trị.
Ngày 18 tháng 6 năm 2025, Bộ Chính trị ban hành Quyết định số 325-QĐ/TW thành lập Đảng bộ tỉnh Vĩnh Long trực thuộc Ban Chấp hành Trung ương Đảng, trên cơ sở hợp nhất Đảng bộ tỉnh Vĩnh Long, Bến Tre và Trà Vinh kể từ ngày 1 tháng 7 năm 2025.
Đứng đầu Tỉnh ủy là Bí thư Tỉnh ủy và thường là ủy viên Ban Chấp hành Trung ương Đảng. Bí thư hiện tại là Ủy viên Trung ương Đảng Ngô Chí Cường.

## Chức năng và nhiệm vụ
Tỉnh ủy Vĩnh Long có một số chức năng nhiệm vụ sau:
- Thi hành Điều lệ Đảng, nghị quyết của Đại hội Đảng bộ tỉnh.
- Giới thiệu nhân sự cho Ủy ban Nhân dân và Hội đồng Nhân dân tỉnh.
- Giám sát các đảng bộ trực thuộc tỉnh ủy Vĩnh Long.
- Chuẩn bị nội dung, nhân sự và quyết định thời gian triệu tập Đại hội Đảng bộ tỉnh khoá mới.
- Bầu ban thường vụ tỉnh ủy, bí thư và phó bí thư tỉnh ủy.
- Quyết định miễn nhiệm hoặc bầu bổ sung tỉnh ủy viên, ủy viên thường vụ tỉnh ủy.

## Ban Thường vụ Tỉnh ủy khóa XI
Theo Quyết định 2171-QĐNS/TW của Bộ Chính trị, Ban Chấp hành Đảng bộ tỉnh Vĩnh Long mới gồm 83 ủy viên. Bộ Chính trị chỉ định Ban Thường vụ Tỉnh ủy Vĩnh Long nhiệm kỳ 2020-2025, gồm 22 ủy viên.
| STT | Họ và tên                    | Năm sinh | Chức vụ                                                              |
| --- | ---------------------------- | -------- | -------------------------------------------------------------------- |
| 1   | Ngô Chí Cường                | 1967     | Bí thư Tỉnh ủy, Trưởng Đoàn Đại biểu Quốc hội khóa XV tỉnh Vĩnh Long |
| 2   | Hồ Thị Hoàng Yến             | 1971     | Phó Bí thư thường trực Tỉnh ủy                                       |
| 3   | Lữ Quang Ngời                | 1972     | Phó Bí thư Tỉnh ủy, Chủ tịch Ủy ban nhân dân tỉnh                    |
| 4   | Nguyễn Minh Dũng             | 1980     | Phó Bí thư Tỉnh ủy, Chủ tịch Hội đồng nhân dân tỉnh                  |
| 5   | Lê Văn Hẳn                   | 1970     | Phó Bí thư Tỉnh ủy, Chủ tịch Ủy ban Mặt trận Tổ quốc Việt Nam tỉnh   |
| 6   | Kim Ngọc Thái                | 1969     | Phó Bí thư Tỉnh ủy                                                   |
| 7   | Lâm Minh Đằng                | 1969     | Phó Bí thư Tỉnh ủy                                                   |
| 8   | Đặng Văn Chính               | 1968     | Phó Chủ tịch thường trực UBND tỉnh                                   |
| 9   | Bùi Văn Nở                   | 1970     | Chủ nhiệm Ủy ban Kiểm tra Tỉnh ủy                                    |
| 10  | Trương Đặng Vĩnh Phúc        | 1976     | Giám đốc Sở Tài chính                                                |
| 11  | Đại tá Trần Minh Trang       | 1971     | Chỉ huy trưởng Bộ chỉ huy quân sự tỉnh                               |
| 12  | Nguyễn Thị Minh Trang        | 1979     | Trưởng ban Tuyên giáo và Dân vận Tỉnh ủy                             |
| 13  | Nguyễn Trúc Sơn              | 1971     | Phó Chủ tịch UBND tỉnh                                               |
| 14  | Nguyễn Thị Hồng Nhung        | 1985     | Phó Chủ tịch thường trực Ủy ban Mặt trận Tổ quốc Việt Nam tỉnh       |
| 15  | Nguyễn Văn Tuấn              | 1968     | Phó Chủ tịch Hội đồng nhân dân tỉnh                                  |
| 16  | Lê Thanh Vân                 | 1968     | Trưởng ban Nội chính Tỉnh ủy                                         |
| 17  | Lê Thanh Bình                | 1969     | Phó Chủ tịch Ủy ban Mặt trận Tổ quốc Việt Nam tỉnh                   |
| 18  | Thiếu tướng Nguyễn Thanh Hải | 1973     | Giám đốc Công an tỉnh                                                |
| 19  | Nguyễn Văn Hiếu              | 1977     | Trưởng ban Tổ chức Tỉnh ủy                                           |
| 20  | Đặng Quốc Khởi               | 1968     | Chánh Văn phòng Tỉnh ủy                                              |
| 21  | Kim Rương                    | 1969     | Phó Chủ tịch Hội đồng nhân dân tỉnh                                  |
| 22  | Trần Quốc Tuấn               | 1970     | Giám đốc Sở Công thương                                              |